# Carl Erhardt
Carl Erhardt (ur. 15 lutego 1897 w Beckenham, zm. 3 maja 1988 w Bromley) – brytyjski hokeista, kapitan (w latach 1931–1937) reprezentacji Wielkiej Brytanii w hokeju na lodzie z którą wywalczył medale na igrzyskach olimpijskich, mistrzostwach świata i mistrzostwach Europy.
Członek British Ice Hockey Hall of Fame od 1950 i (pośmiertnie) Galerii Sławy IIHF od 1998 roku.